# Ecologia sociale
L'ecologia sociale è una filosofia radicale che correla le tematiche ecologiste con quelle politiche e sociali.
Essa è definita dai suoi maggiori esponenti come "una critica radicale e coerente delle attuali tendenze sociali, politiche e anti-ecologiche" e anche come "un approccio alla società ricostruttivo, ecologico, comunitario ed etico". L'ecologia sociale è una visione radicale dell'ecologia e dei sistemi sociopolitici in genere.
Gli ecologisti sociali credono che l'attuale crisi ecologica sia un prodotto del capitalismo. Non solo: l'attuale sfruttamento naturale deriverebbe, in particolar modo, da una costruzione psicologica profonda della società, fondata sul binomio comando-obbedienza (ossia una struttura gerarchica che implica lo sfruttamento per poter esistere - struttura rifiutata con forza in nome di una concezione orizzontale di collaborazione e interdipendenza), e che trova solo oggi il suo culmine più evidente. Tale costruzione di dominio infatti, laddove applicata alla società, risulta assai agevole da trasporre a ogni altra possibilità di oppressione gerarchica, ivi compresa quella nei confronti del mondo non-umano.
In contrapposizione agli esponenti dell'ecologia profonda, gli ecologisti sociali credono che non sia la quantità di persone sulla Terra ma il modo in cui le persone si relazionano fra di loro che ha generato le crisi economiche, sociali ed ecologiche che attualmente caratterizzano il mondo. Sovrapproduzione, produttivismo e consumismo sono quindi i sintomi ultimi e non le cause di problemi più profondi che riguardano le relazioni sociali ed etiche all'interno delle società.
Tale corrente filosofico-politica trova il suo miglior interlocutore nella tradizione di pensiero anarchica, che storicamente ha sempre posto in primo piano la questione dell'illegittimità di ogni gerarchia, che comporta necessariamente l'oppressione di chi si trova alla base della scala; gli esponenti del pensiero libertario classico (Pëtr Alekseevič Kropotkin, Élisée Reclus, William Godwin soprattutto) hanno da sempre auspicato la fine delle strutture così funzionanti, e con esse l'oppressione dell'umano sull'umano, dell'uomo sulla donna, dell'umano sulla natura. L'ecologia sociale si propone di rinnovare l'anarchismo su basi nuove e fondate su una più chiara concezione olistica.
Un’altra prospettiva che può rimandare all’ecologia sociale è la strada proposta dalla metafisica organico-dinamica  (Tommaso Demaria) che rileva la stessa relazione tanto tra crisi ecologica e capitalismo come per il binomio comando-obbedienza. Diversamente dal percorso anarchico, attraverso lo strumento scientifico metafisico-dinamico, propone di utilizzare i fattori necessari al dinamismo della vita come ovvio fondamento della società, dell’economia e dell'ecosistema considerato dal punto di vista sinecologico. Questa strada sostituisce il modello di sviluppo senza abbattere autorità e gerarchia ma sostituendola in toto e urgentemente (Francesco, Laudato si’ ,194).
La comunità auspicata dall'ecologia sociale, che trova il suo punto di riferimento nella "municipalità libertaria" teorizzata da Murray Bookchin, nella sostanza non è affatto diversa da quella propugnata dalle tesi bioregionaliste.
L'ecologia non può che essere ecologia sociale, attenta cioè per prima cosa a «depurare» le relazioni sociali da ogni forma di coercizione e gerarchia e a valorizzare invece la varietà, la simbiosi, la libertà. In definitiva quindi per il modello anarchico non si può quindi essere ecologisti senza essere allo stesso tempo contro l'autorità e la gerarchia, ossia, come dice Murray Bookchin "l'ecologia, o è sociale o non è". Quest'ultima tesi è il fondamento anche del modello demariano che mobilita dal di dentro persone e istituzioni attorno alla trasmissione della vita, in un modello di sviluppo organico-dinamico.

## Storia
L'ecologia sociale ha avuto uno sviluppo recente sebbene accolga al suo interno diverse posizioni precedentemente sostenute da altre filosofie politiche. I primi riferimenti espliciti a tali posizioni sono da attribuirsi a Murray Bookchin attorno agli anni '50 del novecento, in seguito posizioni simili vennero adottate da svariati movimenti ecologisti tra cui certamente quello Hippie sorto poco tempo dopo lo sviluppo della visione ecologico-socialista.
La matrice ecologico libertaria ha percorso diversi movimenti sociali nel mondo durante tutta la seconda metà del '900 e si è andata rafforzando con l'avvio del XXI secolo (in parallelo all'avanzare del cambiamento climatico), tuttavia pur condividendo molti tratti con il socialismo ecologico non si può dire che esso sia stato adottato pienamente da un movimento politico se non in anni recenti.
Il primo caso di socialismo ecologico come motore rivoluzionario è, difatti, da attribuire al movimento confederalista formatosi attorno all'azione politica del partito dei lavoratori del kurdistan (PKK) e alle teorie diffuse dal suo leader Abdullah Ocalan. Incarcerato nel 1999 ed in isolamento sull'isola di Imrali dal 2002 il presidente del PKK tenne contatti epistolari con lo stesso Bookchin di cui lesse i testi fondamentali. Da questo incontro prese il via il cosiddetto "cambio di paradigma" che portò Ocalan a mutare le posizioni marxiste-leniniste verso una concezione che prese il nome di confederalismo democratico, basato sulla democrazia radicale attraverso le comuni, la liberazione della donna e l'ecologia. Questa teoria venne diffusa inizialmente dallo stesso leader attraverso la Dichiarazione per il Confederalismo democratico nel Kurdistan del 2005 e altri scritti che componevano la difesa per il processo a suo carico.
Nonostante Ocalan si trovi tuttora in isolamento la concezione confederalista ha visto un grande sviluppo in tutte le parti del Kurdistan con la formazione del KCK nel 2007 e i diversi tentativi di rendere operative organizzazioni autonome della società civile. A partire dalla rivolta di Kobane del 19 luglio 2012 (nel contesto della guerra civile siriana) si è andata conformando nel Kurdistan siriano, detto Rojava, un'entità politica confederale che oggi comprende tutti i territori a est del fiume Eufrate oltre alla città di Manbij e al quartiere di Aleppo Sheikh Maqsood. Dal 2016 questa si è dichiarata Confederazione democratica della Siria del nord, avviando ufficialmente il sistema politico su base municipalista che fa propri i dettami dell'ecologia sociale.
In ambito ecologico, nonostante la guerra in corso, sono state portate avanti politiche di rimboschimento, tutela delle acque, riduzione delle monocolture e progetti agroecologici legati alla sussistenza delle comuni. In generale resta difficile scindere in questa postura politica cosa riguardi l'ecosistema e cosa temi sociali dato la correlazione diretta fra i due elementi.